# ДКБ Сухого
ВАТ «Дослідно-конструкторське бюро Сухого» (рос. Опытно-конструкторское бюро имени П. О. Сухого) — одне з провідних підприємств Росії з розробки авіаційної техніки. Входить в авіаційний холдинг ВАТ «Компанія» «Сухой».
У червні 2024 року в будівлі бюро сталася велика пожежа, через сильний вогонь обвалилося покрівля.